# Matrimonio igualitario en Tailandia
El matrimonio igualitario en Tailandia es legal desde el 23 de enero de 2025. Hasta 2024, Tailandia no reconocía el matrimonio entre personas del mismo sexo, las uniones civiles, las parejas de hecho, las cohabitaciones no registradas ni ninguna otra forma de unión entre personas del mismo sexo. El gabinete tailandés había presentado anteriormente varios proyectos de ley sobre las uniones civiles y el matrimonio entre personas del mismo sexo, pero no lograron ser aprobados por el parlamento.
En noviembre de 2023 se presentó una nueva legislación sobre el matrimonio entre personas del mismo sexo, que contó con el apoyo del gobierno y de los principales partidos de la oposición y fue aprobada por la Cámara de Representantes por 400 votos a favor y 10 en contra el 27 de marzo de 2024, y por el Senado por 130 votos a favor y 4 en contra el 18 de junio de 2024. Requiere la sanción real del rey Rama X. La enmienda al Código Civil y Comercial reemplaza los términos "hombres y mujeres" y "marido y mujer" por las palabras "individuos" y "cónyuges". La ley también permite a las parejas del mismo sexo adoptar niños de forma conjunta. Se convertirá en el primer país del sudeste asiático y el tercero de Asia en legalizar el matrimonio entre personas del mismo sexo, después de Taiwán y Nepal.

## Historia
En 2013 un proyecto de ley de unión civil que se encuentra en proceso, pretende ofrecer a las parejas homosexuales como lesbianas, gais, bisexuales y transexuales (LGTB), los mismos derechos que tienen las parejas heterosexuales. Un legislador predijo, que esta ley podría aprobarse en un futuro en el país. En 2012, un grupo de parlamentarios y activistas de la comunidad LGTB, formaron un comité para crear un proyecto de ley para reconocer a las parejas homosexuales. Pero se han producido ciertas críticas, porque para la eleva edad legal del matrimonio del mismo sexo en el país, sería a partir de los 20 años de edad. Mientras que para las parejas heterosexuales, es a partir de los 17 años de edad.
Los activistas de los derechos de la comunidad LGTB, han tenido otras dificultades: Se dice que la ley obligaría a que los transexuales, registren su género de nacimiento en su certificado de matrimonio. La ley tailandesa, impide que la gente pueda cambiar su sexo en el documento nacional de identidad.
Más allá de los aspectos legales, algunos analistas se han preguntado si Tailandia, bastante conservadora en muchos aspectos, está preparada realmente para seguir este camino. Tal como ya lo han planeado otros países del continente, como Camboya, China, Filipinas, India, Japón, Taiwán o Vietnam. En los últimos años, Tailandia se ha posicionado como un destino turístico para las parejas homosexuales, si se aprueba este proyecto de ley, Tailandia sería uno de los primeros países asiáticos en contar con esta nueva ley civil.
El matrimonio homosexual entró en vigencia 120 días después de que la Ley de Igualdad Matrimonial recibió la sanción real, lo que se considera una formalidad, y luego de que fuera publicado en el Boletín Oficial.